# Ischnocnema karst
Ischnocnema karst é uma espécie de anfíbio da família Brachycephalidae. Endêmica do Brasil, pode ser encontrada no município de Arcos, no estado de Minas Gerais. A espécie foi descrita no ano de 2012.
É o único anfíbio endêmico de ambientes cársticos conhecido no Brasil, até então.
Está ameaçado pela expansão de mineradoras de calcário na região, assim como a conversão das florestas decíduas e semidecíduas para agricultura e pecuária. A falta de políticas robustas, unidades de conservação e corredores ecológicos podem agravar o estado de conservação da espécie.